# Орчин, Милтон
Милтон Орчин (англ. Milton Orchin, 1914 — 2013) — почётный профессор химии Университета Цинциннати.

## Биография
Изучал химию в Университете штата Огайо у Мелвина Спенсера Ньюмана. Получил степень бакалавра в 1936 году, а год спустя — степень магистра, а в 1939 получил степень доктора философии. Во время своих исследований он работал над потенциально канцерогенными полициклическими ароматическими углеводородами. После завершения учёбы работал в Управлении по контролю за продуктами и лекарствами — сначала в Цинциннати, а затем в Чикаго. Он также работал в Белтсвилле в Министерстве сельского хозяйства США. С 1943 года работал над синтетическим топливом в Горном бюро США в Брюстоне. С 1953 по 1981 год был профессором органической химии в Университете Цинциннати. Являлся приглашённым профессором в Университете штата Огайо в 1966 году, в Технионе в 1968 году и в Калифорнийском университете в Беркли в 1969 году. В 1970 году входил в редакционную коллегию журнала «Координационная химия». В 1979 году был приглашённым профессором в Университете Бен-Гуриона в Негеве. В следующем году был удостоен премии Э. В. Мерфри в области промышленной и инженерной химии. Получил степень почётного доктора Университета Цинциннати. Основное внимание уделял катализу карбонильными комплексами органических металлов, а также он работал над растворами этих комплексов. Опубликовал семь книг и почти 200 научных статей.